# Hybanthus micranthus
Hybanthus micranthus är en violväxtart som beskrevs av André Guillaumin. Hybanthus micranthus ingår i släktet Hybanthus och familjen violväxter. Inga underarter finns listade i Catalogue of Life.